# Dampel
Dampel (dodatkowa nazwa w j. kaszub. Dãpel) – mała osada  w Polsce położona w województwie pomorskim, w powiecie bytowskim, w gminie Lipnica
Osada kaszubska na Równinie Charzykowskiej w regionie Kaszub zwanym Gochami.
W latach 1975–1998 miejscowość administracyjnie należała do województwa słupskiego.